# Élesd
Élesd (románul Aleșd) város Romániában, Bihar megyében.

## Fekvése
Élesd városa Románia nyugati részén, Partiumban, a Erdélyi-szigethegység északi peremén, a Rév-Báród-i medencében helyezkedik el, melyet délen a Király-erdő, északon a Réz-hegység határol, a két hegység között a Sebes-Körös medre húzódik. A város a folyó jobb partján található, a medence északi peremén, a Réz-hegység déli lábánál. Élesd tengerszint feletti magassága 247,2 méter.
Vízhálózatát tekintve a Sebes-Körös vízgyűjtő területének a része. A várost szeli át a Sólyomkő patak, mely a település határában ömlik a Körösbe. További patakok: Ricsuj a várostól kelet-délkeletre, Oltrás a várostól északra.
A településen halad keresztül nyugat-keleti irányban az E60-as jelzésű nemzetközi országút. A főút keleti irányban összeköti Élesdet Kolozsvárral (118 km-re a várostól), nyugati irányban pedig Nagyváraddal (38 km-re).
Éghajlatát tekintve, mivel a Rév-Báród-i medence keleten, délen és északon zárt, egyrészt a nyugati légáramlatok hatása alatt áll, emiatt gyakoribb a felhőképződés és az eső, másrészt a behatoló légáramlatok gyakran hőmérsékleti inverziót okoznak. Az évi középhőmérséklet 10-11 °C között van. Az átlagos évi csapadékmennyiség 700 milliméter körül van.

## Nevének eredete
Neve a régi magyar Éles személynévből származik, ez pedig az éles melléknévből ered. Régies kicsinyítő „d” képzője arról árulkodik, hogy a település maga sokkal korábbi keletkezésű, mint 1291. Ugyanis a Telegd, Örvénd, Csegőd és a hozzá hasonló bihari falunevek a 10.-12. században keletkező településekre jellemzőek.

## Története

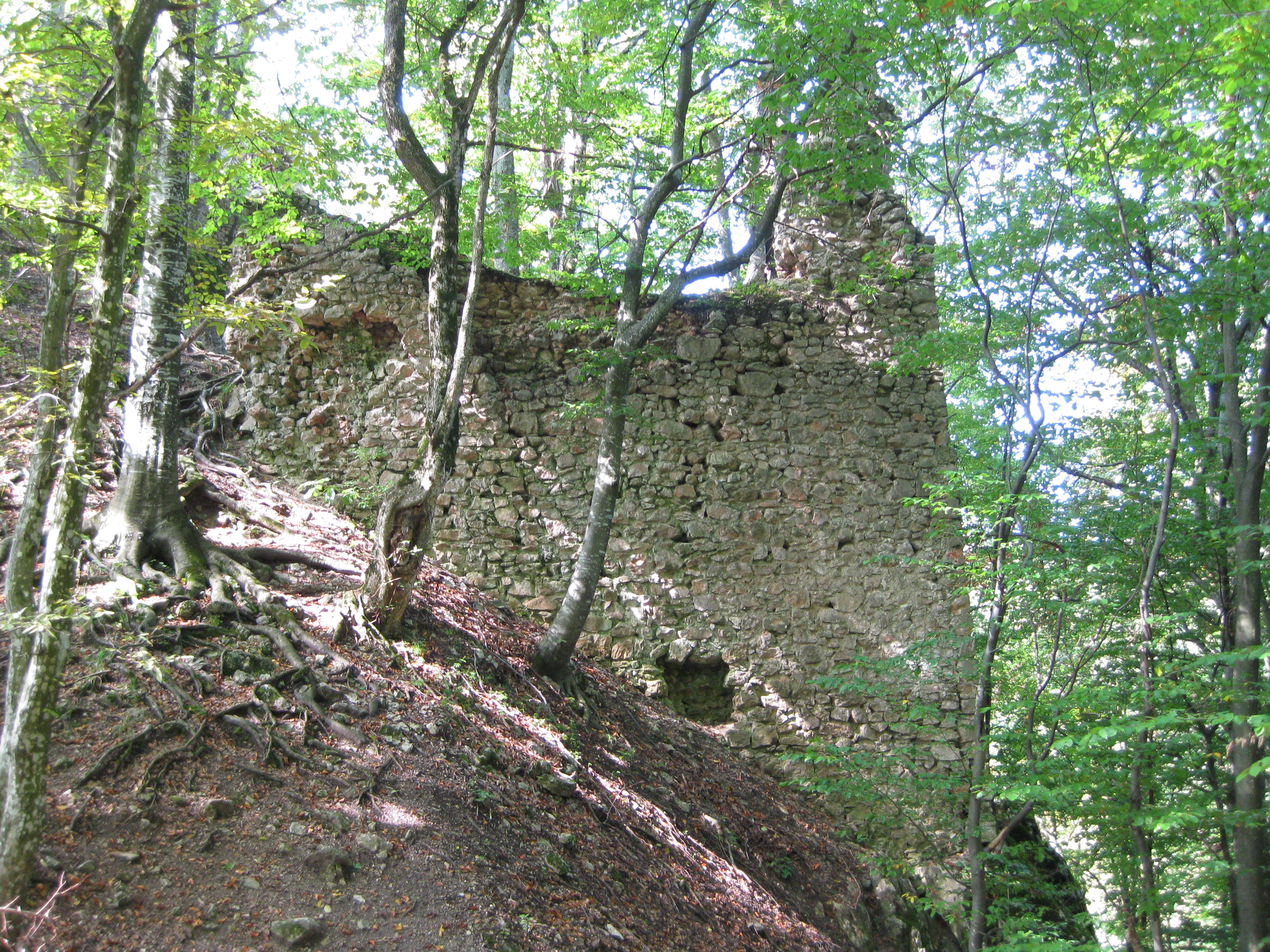
A Sólyomkővár nyugati oldala

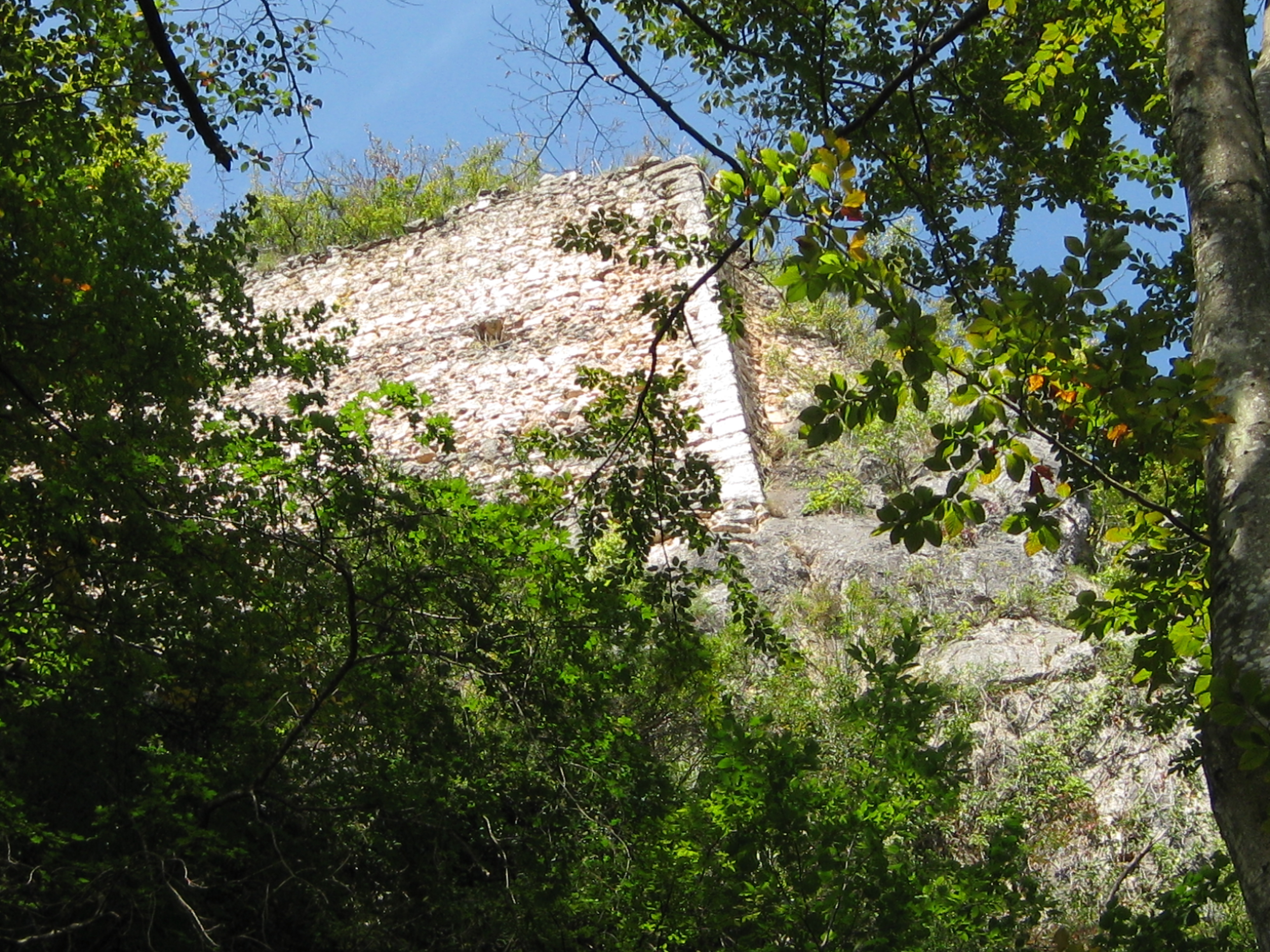
A Sólyomkővár északi védőbástyájának romjai

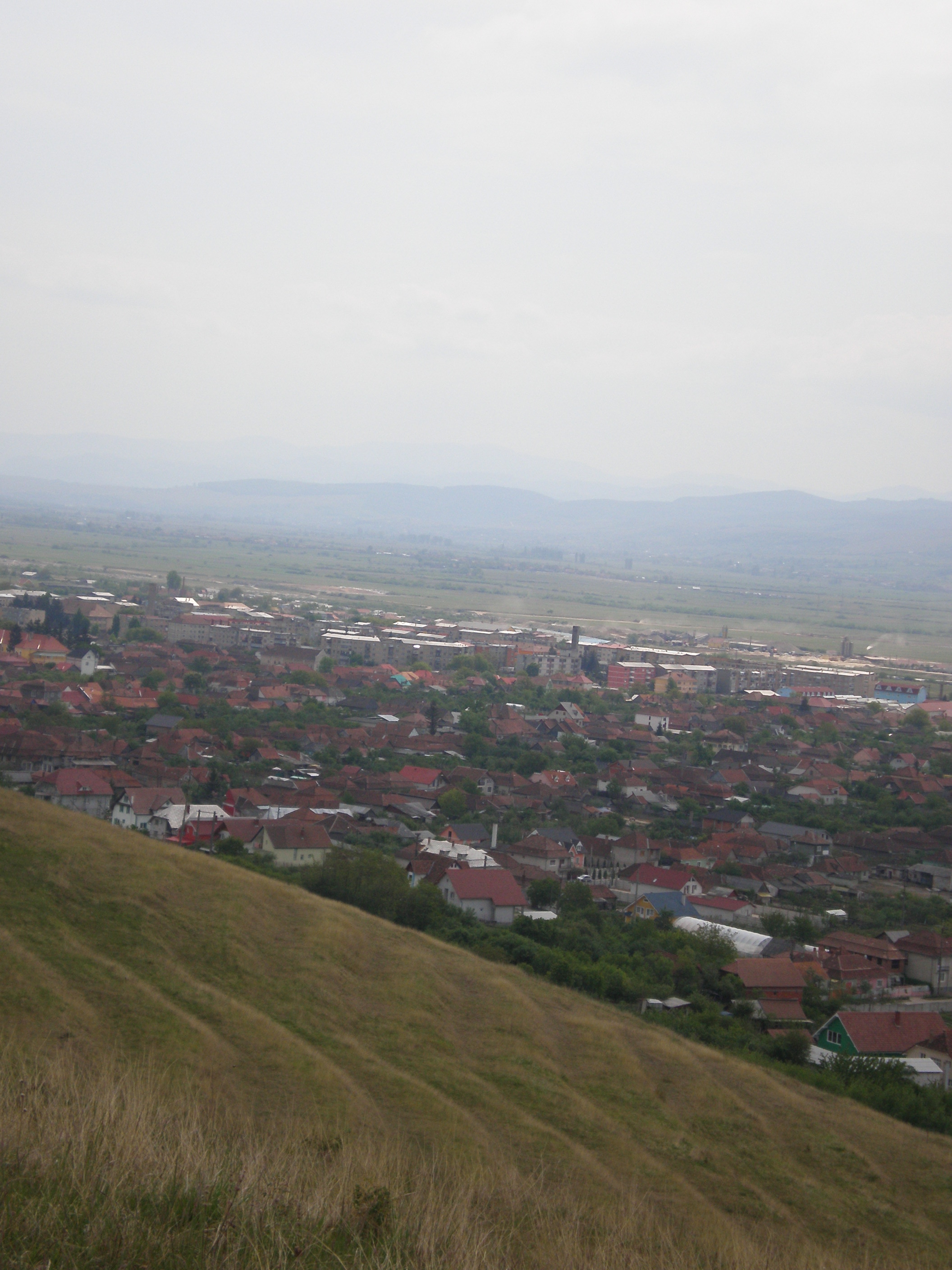
Élesd látképe

### A kezdetek
A kedvező földrajzi viszonyok elősegítették az emberi élet korai megjelenését a Sebes-Körös felső folyásánál. A város környékén végzett régészeti ásatások során, a Körösbarlang falu határában található Igricz-barlangban barlangi medvék csontvázait találták, a Sólyomkőpestes falu mellett található Lion völgyben újkőkorszaki festett cserépedény maradványokat hoztak a felszínre, Esküllő község területén pedig a 2. századból származó római pénzérméket ástak elő. A Római Birodalom idején Élesd határában haladt át az Aquincumot Porolissummalmal összekötő útvonal.
A honfoglaló magyarok keleti határvonalait, a 10. századig a bihari hegyekről leomló erdőrengetegek képezték. Itt keleten, a bihari dombvidéken alakították ki a legkorábbi, határvédelmet szolgáló gyepűvonalat, mely északon a Berettyó völgyében, délen pedig a Várad–Váradles–Árpád vonalon húzódott és központjául a Bihar község melletti földvár tekinthető. A bihari rónákra kifutó tágas folyó és patakvölgyeket a síkság szaporodó népessége az ezredfordulótól fogva kezdte benépesíteni. Ez tette szükségessé az említett első gyepűvonal előretolását egészen a Királyhágóig. Ennek a védelme alatt alakult ki a 13. század elejére a Sebes-Körös völgyének nagyjából ma is létező településhálózata. Ekkorra tehető Élesd megalapítása is, azaz a 11. századra vagy a következő század elejére.

### Középkor
A település első, máig fennmaradt írásos említése az a feljegyzés, amelyet Várad 1291 és 1296 közötti püspökének, II. Benedeknek a bécsi Nemzeti Könyvtárban őrzött kódexe tartalmaz. Ez arról szól, hogy villa Elusd (Elusd község) hívei püspöki gabonatized, azaz dézsma címen, 12 kereszt gabonát adtak. Ez bizonyíték arra, hogy ekkor már nem csak hogy a falu és annak római katolikus egyházközössége is létezett, de a település túlélte az 1241-es tatárjárást is.
A középkori Élesd nem a mai város helyén állott, hanem ettől mintegy két kilométerre a Körös partján. Ennek az első falunak a lakói csak a 18. század elején költöztek át a gyakori árvizek elől a magasabban fekvő mai helyre. A régi falu teljesen elpusztult, maradványait egyelőre még nem tárták fel.
A mai város közelében emelkedő hegyek között állott és áll romjaiban ma is Sólyomkővár, mely több mint négy évszázadon keresztül volt a Réz-hegység északi és déli oldalán fekvő községek gazdasági és katonai központja. Sólyomkő vártartományának keretében zajlott Élesd története évszázadokon keresztül.
A vidék első urai a dunántúli Geregye nemzetségből valók voltak, ők törekedtek arra, hogy a környéken birtokokat szerezzenek. A nemzetség legjelentősebb képviselője I. Écs fia, Geregye Pál (1224–1264) volt, aki megszerezte és várbirtokához csatolta többek között a mai Élesd területeit is. Ő építette a 13. század második felében a Sólyomkővárat, hasonló képen Adorján, Körössebes, Alsóvalkó és Váralmás várait is uradalma védelmére.
Pál fia Miklós vajda (1257–1278) fellázadt IV. László ellen, a lázadást a Borsa nemzetségből származó Tamás fiai verték le (Lóránd, Jakab, László, Beke és János), ezzel megszerezték a Sólyomkővárat és annak birtokait. Borsa nembeli Lóránd, aki több ízben erdélyi vajda volt 1282–1296 között, fellázadt III. Endre ellen, aki 1296-ban elfogta és lefejeztette, de birtokait családja megtarthatta. Borsa Kopasz Jakab Károly Róbert egyik legnagyobb híve volt, majd 1316-ban Csák Mátéval szövetkezett a király ellen, de Róbert Károly a Debrecen melletti csatában, 1316 nyarán a lázadást leverte, Borsa Kopasz Jakab ekkor még elmenekült és a Sólyomkővárba vonult vissza. A király a bihari származású Ioachim és István urakat küldte a vár elfoglalására és a lázadó elfogására. Nyílt csata nem bontakozott ki a várvédők és a király hívei között, hanem a várat körülzárva kiéheztették Jakab csapatait, akik kénytelenek voltak megadni magukat. Borsa Kopasz Jakabot is elfogták, és a király lefejeztette. Nem csak a lázadónak, hanem annak egész családjának a vagyonát elkobozta és így 1318-ban az élesdi birtokok is visszaszálltak a koronára.
Zsigmond király 1389-ben Kopolyai János szörényi bánnak adományozta a területet, de tíz év elteltével a bírtok újra visszaszállt a koronára. 1406-ban a király elcserélte a sólyomkői uradalmat Szántai Lack Jakab erdélyi vajdával és testvérével Szántai Lack Dávid szlavón bánnal, azok Pest megyei birtokaiért, az erről szóló oklevelek említik a várat és a hozzá tartozó településeket, köztük Élesdet is. 1413-ban a vár ismét királyi tulajdonba került. 1435-ben Zsigmond király az uradalom fele részét Kusalyi Jakcs Lászlónak, illetve Bánffy Istvánnak zálogosította el. 1456-tól Vitéz János váradi püspök lett a tulajdonos, akinek 1472-ben bekövetkezett halála után Mátyás király a Drágffyaknak adta a várat és a birtokokat, akik több mint egy évszázadon keresztül voltak a vidék urai, egészen a család teljes kihalásáig. Drágffy János országbíró 1526. augusztus 24-én, Mohácson tett végrendeletében olvasható, hogy a várat annak adja, aki elveszi lányát Magdolnát. Drágffy János Mohácsnál elesett, de a várbirtokot még 1552-ben is özvegye birtokolta, akinek halála után leánya, Drágffy Magdolna volt a vár ura. Ez 1569-ből származó okiratokban olvasható, melyekben a somlyai Báthoryak alkut kötnek vele a várra, János Zsigmond beleegyezésével. Arról, hogy Drágffy Magdolna férjhez ment-e, nem szólnak az írások. Antonio Poszevino olasz utazó említi a várat Báthory István fejedelem birtokában, de több forrás erre vonatkozóan nem áll rendelkezésre.

### Korai újkor
1599-ben Bocskai Istváné lett a vár, aki halála előtt pár héttel Báthory Gábort tette meg örökösének. Őt követte a birtokosok sorában, 1610-ben Imreffi János és felesége Iffiú Katalin, majd Imreffi Mihály lett a földesúr, akinek halála után felesége Zólyomi Erzsébet lett a birtokos.
Az 1657. október 28-ai erdélyi diéta II. Rákóczi Györgynek ítélte az uradalmat. 1660-ban Kemény János erdélyi fejedelem birtoka lett, akinek papja az első felszólításra átadta a várat a törököknek. 1660–1692 között a vár, és annak birtokai, köztük Élesd is, török uralom alatt volt. 1692-ben amikor Váradot a törököktől visszafoglalták Élesdnek összesen csupán kilenc lakosa maradt életben, de a község népessége gyorsan pótlódott a környék magyar falvaiból.
| Bíró András      |
| Didics István    |
| Gáspár János     |
| Kovács János     |
| Kajántó János    |
| Dávid Pál        |
| Szabolcsi Mihály |
| Létai András     |
| Szabó Miklós     |

A II. Rákóczi Ferenc vezette szabadságharc idején (1703–1711) a fejedelem birtoka és kuruc fészek volt a vár. 1709. augusztus 2-án Kriechbaumm tábornok közel 3000 katonával Élesd közelében haladt Nagyvárad irányában, amikor Bagossi András vezérlete alatt álló 500 sólyomkői kuruc lovas támadt rájuk Élesd és Tinód között, de a labancok visszaverték őket.
A szabadságharc leverése után a vár utolsó kapitánya Horváth György volt, a várat a császáriaknak átadta, akik 1711-ben Löwenburg császári tiszt vezetésével lerombolták. Az uradalom három részre szakadt, az északi terület Micske központtal külön uradalom lett, a hegyvidéki, románok lakta falvak szintén kiváltak és Báródság néven önálló kiváltságos román nemesi kerületet alkottak. A maradék uradalom a Bánffy család birtokába került, az okiratok szerint 1717-ben Bánffy György tulajdonába került Körösbánlaka, Brátka, Csarnóháza, Élesd, Nagyfeketepatak, Élesdlok, Sólyomkőpestes és Tinód. A család a rommá lett sólyomkői várból Élesdre helyezte át gazdaságuk központját. Ekkor költöztették át Élesd falut a Körös mellől a mai helyére.

### Modern újkor

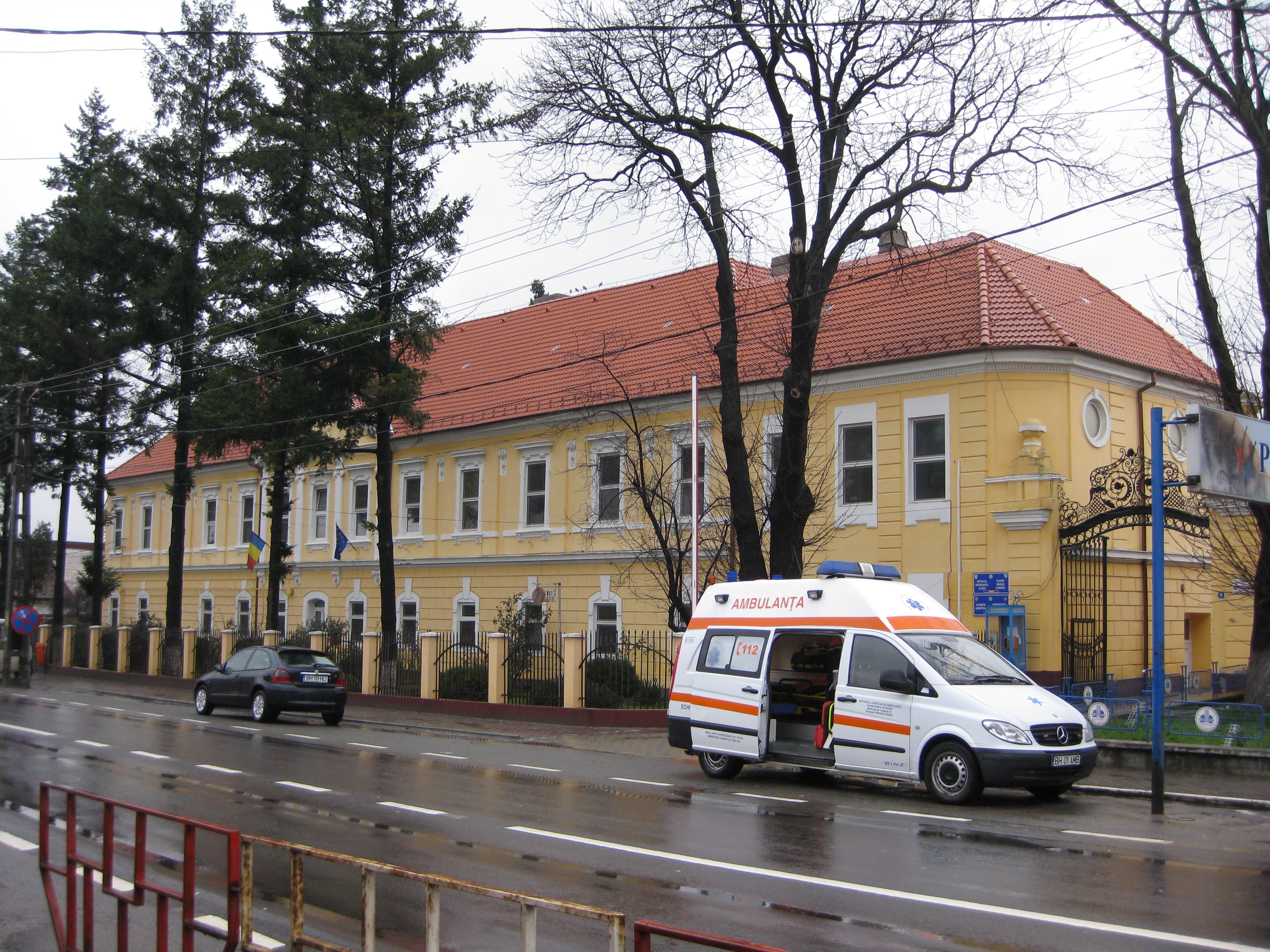
Az egykori Batthyány-Bethlen kastély (ma kórház)

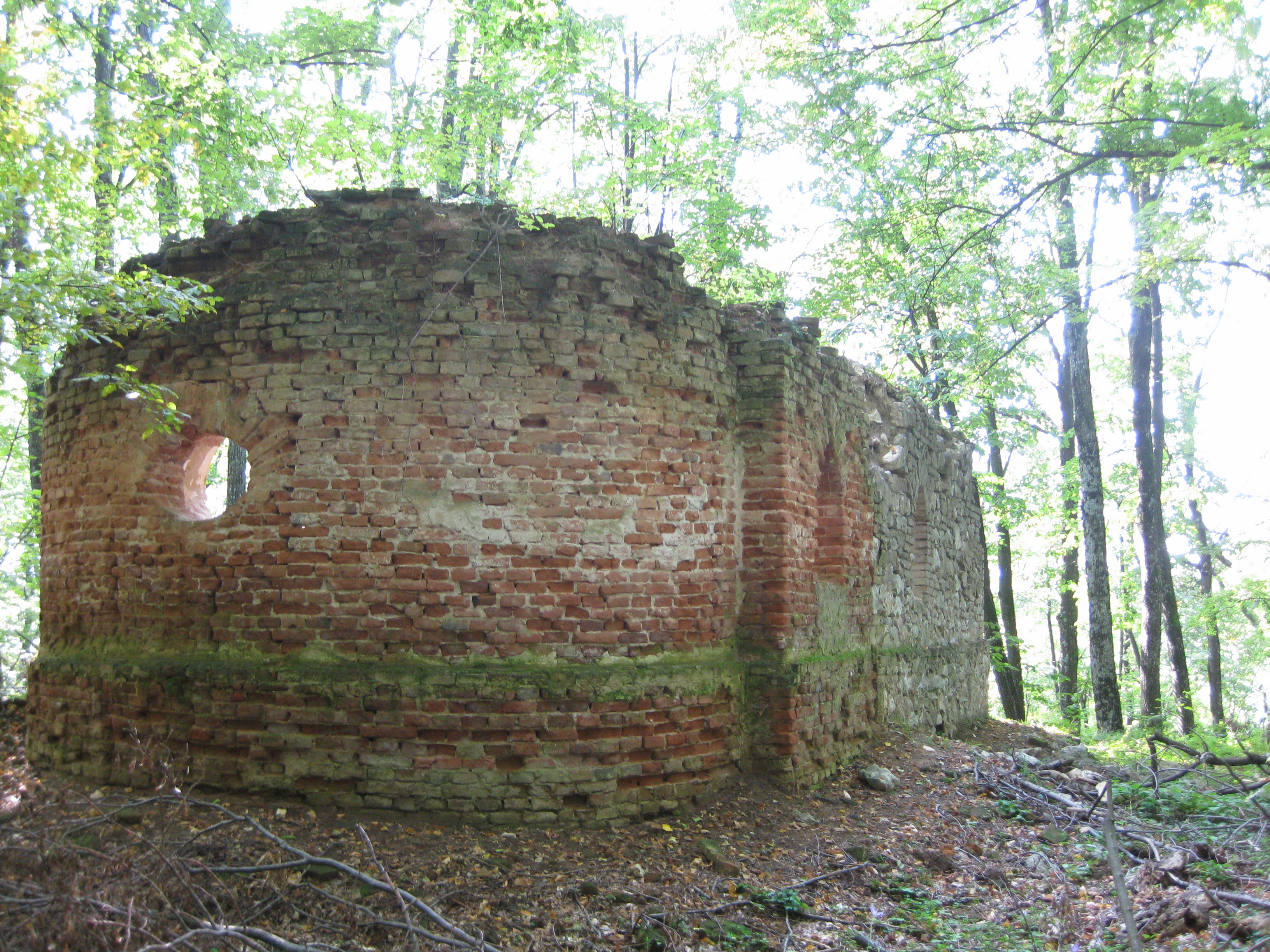
Lázár Annának és két fiúgyermekének a kápolnája

A Bánffy család mint befolyásos földesúri család, az új uradalmi központ fejlődését azzal gyorsították, hogy 1761-ben a községet mezővárossá nyilvánították, heti és évi országos nagyvásár tartására szóló jogosítványt is szereztek a számára. A 18. század végétől fogva Mária Terézia tótok betelepítésével növelte a vidék népességét, akik jobbára erdőirtással és hamuzsír égetéssel foglalkoztak.
1779-ben a birtok Gróf Batthyány György (1737–1806) birtokába került. Fia Gróf Batthyány József (1770–1851) a 19. század elején barokk kastélyt épített Élesden. Felesége Gyulakúti Lázár Anna grófnő (1787–1831) két fiúgyermeknek adott életet, gróf Batthyány Ferenc (1815–1818) és gróf Batthyány Lajos (1810–1818), de mindkettő fiatalon meghalt, és hamarosan anyjuk is. A gróf 1821-ben az egykori Sólyomkővár két szélső romja közé kápolnát építtetett, ahova két fiát, és feleségét temette el. Gróf Batthyány József második felesége Tarnóczy Antónia (1791–1876) volt, aki megajándékozta őt egy fiú örökössel, akit szintén Józsefnek hívtak. Ifj. gróf Batthyány József (1836–1897) örökölte apja élesdi birtokait annak halála után. Az új földesúr feleségül vette Kornis Antónia grófnőt (1835–1917), a frigyből nyolc gyermek született. Az élesdi birtoknak 1887-ben új tulajdonosa lett, Gróf Bethlen Pál fia (1798–1859), Gróf Bethlen Aladár (1854–1941) személyében, azt követően, hogy feleségül vette Batthyány József lányát, Batthyány Vilma grófnőt (1867–1951).
| Alsódombi Kocsiss József gyógyszerész és felesége, mint markotányosnő |
| Dávid József honvéd                                                   |
| Friedmann Jakab honvéd                                                |
| Honvéd Mihály lovashuszár és felesége, mint markotányosnő             |
| Juricskai Mór nemzetőr főhadnagy                                      |

1848 március 20-án Sánta György másodalispán rendkívüli tanácskozási gyűlést hívott össze Váradra, ahol Batthyány Lajos miniszterelnök első körrendeletét olvasták fel és vitatták meg. A gyűlés során elfogadták a 12 pontot, és kimondták a polgárőrség megszervezését. E nevezetes gyűlésen Élesdet Váczi József református lelkész és Tóth Eduárd tanító képviselte.
1848 decemberében az erdélyi seregek élén Bem József bevonult a városba. Arról, hogy pontosan hány élesdi honvéd vett részt a szabadságharcban, pontosan nem ismert. A város temetőjében több élesdi honvéd sírja megtalálható ma is.
Az 1867-es kiegyezés után Élesd már a vidék gazdasági és közigazgatási központja, járási székhely, melynek fejlődését kereskedelme és kiépülő ipartelepei serkentették.
A századvég legfontosabb eseménye az 1896-ban megtartott millenáris ünnepség volt. Az ünnepséget a felekezeti iskolák együttesen tartották meg május 9-én. Az ünnepély a református iskola udvarán beszédekkel kezdődött, majd diákok szavaltak. Felvonulással, a Szózat és a Klapka induló eléneklésével, illetve emlékfa ültetésével folytatódott. Ezt követően a vendéglő udvarán a gyerekeknek ebédet szolgáltak fel, majd narancsot és édességet osztogattak nekik.
A 19. század végétől az uradalmi birtokon, mint cselédek, néhány cigány család is élt. Rövidesen jelentős szerepet játszottak a település zenei életében. Híres cigányzenészek kerültek ki a Venczel, Böszörményi, Varga családokból. Lassan kialakult az általuk ma is lakott területen, a Vásár tér közelében, a mai Obor-negyed.
1904. április 24-én a Függetlenségi Párt nagygyűlést hívott össze, hogy megszervezze a helyi szervezetét. A Szociáldemokrata Párt megyei szervezete összehívta vidéki híveit ugyancsak Élesdre, és ugyanarra a napra, azzal a titkolt szándékkal, hogy a Függetlenségi Párt szervezetének megalakulását megakadályozza. Az élesdi lakosság többsége a Függetlenségi Pártot, a környék szegény magyar és román lakosai pedig a Szociáldemokrata Pártot támogatták. A főtéren mintegy 4-5000 főnyi tömeg gyűlt össze. A alakulóülést a szociáldemokraták bekiabálásai miatt félbeszakították. A kivonuló huszárok és csendőrök megpróbálták a Szociáldemokrata Párt híveit kiszorítani a városból, amikor egy Arcis Togyer nevű, alsólugosi lakos revolverrel közvetlen közelről meglőtte Resch csendőrőrmestert, a csendőrség parancsnokát, aki viszonozta a tüzet, s Arcis nyomban meghalt. Pár percre rá kivérzett az őrmester is, de utolsó parancsával a tömegbe lövetett, s a sortűz 23 ember életét oltotta ki, még több mint ötvenet megsebesített. Ezek közül utólag többen meghaltak, így az áldozatok száma 33-ra növekedett. A sebesülteket szekérkaravánon Nagyváradra, a Bihar megyei közkórházba szállították. Az esemény nem mondható magyar-román konfliktusnak, hiszen a halottak és a később perbe fogott és elítélt parasztok között egyaránt voltak mindkét nemzetiségből származóak. A élesdi sortűz inkább nevezhető a társadalmi rétegek közti konfrontációnak.
| Balogh Sándor     |
| Fazekas Vilmos    |
| Fónagy Sándor     |
| id. Kálmán Ferenc |
| id. Rocska Gyula  |
| Tank János        |

1914 júliusában megkezdődött az első világháború. A településről is sokan vonultak be, az élesdi honvédek teljes listája nem ismert.
A háború során, a Központi Hatalmak kapitulálása után (1918) az élesdi járásban is megélénkültek a társadalmi és nemzeti mozgalmak. Jacob Iosif megszervezte a körösvölgyi román nemzeti gárdát, Élesd székhellyel, melynek parancsnoka lett. Megalakult a Román Nemzeti Tanács, melynek elnöke a járásban dr. Ioan Sfârlea lett, a községben pedig Coriolan Mursa.
Ebben az időben véres harcok folytak a román csapatok és a Székely Hadosztály között a Sebes Körös völgyében. 1919. április 19-én Jacob Iosif fogadta Élesden a bevonuló román csapatok főparancsnokát, Moșoiu tábornokot, aki Jacobot a település teljhatalmú parancsnokává tett. Másnap a román csapatok bevonulnak Nagyváradra. Az élesdi magyarság számára új idők kezdődtek, a kisebbségi élet Románia keretében.  
| Antal Imre        | Kajántó Imre    |
| Ács István        | Kiss Károly     |
| Ádám János        | Kiss László     |
| Birmann Viktor    | Kaszta János    |
| Bobovszky József  | Licsman Gyula   |
| Dávid Károly      | Moldován János  |
| ifj. Eigel József | Pusztai József  |
| ifj. Fábi Sándor  | Szilágyi Ferenc |
| Fekete János      | Szilágyi János  |
| Halász Viktor     | Szilágyi Sándor |
| Huszár Sándor     | Szilágyi Károly |
| Juricskai László  | Szép János      |
| Murányi Géza      | Török Sándor    |

Az 1940–1944 közötti időszak új reményeket ébresztett a város magyarságának szívében. A második bécsi döntés (1940. augusztus 30.) értelmében Észak-Erdélyt visszacsatolták Magyarországhoz. A magyar lakosság nagy szeretettel fogadta szeptemberben a bevonuló magyar csapatokat, ünnepség keretében avatták fel a főtéren az ország zászlóját.
Hamarosan kitört a második világháború. A keleti, szovjet, frontra számos élesdi fiatal jutott el, többségük sohasem tért haza. 
| Ábrán Antal őrmester          |
| Dobos Béla                    |
| Csordás János                 |
| Papp Bálint                   |
| Szabó Imre                    |
| Szakács István                |
| további hat ismeretlen honvéd |

1944. tavaszán Élesden több mint 300 zsidót tartóztattak le és deportáltak a hírhedt haláltáborokba. Az adatok alapján huszonhármuknak sikerült hazatérniük. Az életben maradt zsidó lakosság egy része rövidesen Izraelbe telepedett le. Árván maradt zsinagógájukat az 1970-es évek végén a nagyváradi Zsidó Hitközség eladta, és helyére lakóházat építettek.
1944. augusztus 23-án Románia átállt a Szovjetunió oldalára. 1944 októberében Élesden is átvonult a front. Az orosz-román csapatok nehéz harcok árán, végül is visszavonulásra kényszerítették a városban állomásozó német csapatokat. Ezekben a napokban a településen letartóztatások, kivégzések, fosztogatások és rombolás zajlott. Ekkor bombázták le a patak hidat, és sok más épületet.
A világháború 1945-ös befejezése után Élesd ismét Románia része lett. Ebben az évben a városban megalakult a Kommunista Párt 25 tagú helyi szervezete, és egy ideiglenes vezetői tanács átvette a település vezetését. 1948-ban végrehajtották az államosítást. Az új közigazgatási törvény szerint, 1950-ben Élesd rajoni központ lett, hozzá csatolták Sólyomkőpestes, Tinód és Feketeerdő falvakat. 1968-tól megszűnt rajoni székhelynek lenni és várossá nyilvánították, a hozzá tartozó települések városi alárendeltségű falvak maradtak.
Az erőltetett iparosítási politika megváltoztatta a város gazdasági jellegét, a lakosság száma gyorsan növekedett, s változott az etnikai összetétel. A város képe is gyökeresen megváltozott. A Sólyomkőpatak bal oldalán tömbháznegyedet építettek, minden építészeti és esztétikai elképzelés nélkül. A kommunista diktatúra az élesdi magyarság sorsát is megpecsételte. A hatalom elnemzettelenítési politikát folytatott, felgyorsult az el- és kivándorlás, valamint az erőltetett asszimiláció káros folyamata.
Az 1956-os magyarországi forradalom a román hatalom azon félelmét szülte, hogy a megmozdulások átlépik a nyugati határt. A karhatalmi erők már csírájában elfojtottak és megtoroltak minden létező vagy általuk kitalált államellenes cselekedetet, megmozdulást. Mint politikai foglyok kerültek börtönbe olyan élesdi ifjak, mint Krecsmer Miklós, Rocska Gyula, Domokos János, Pusztai Tibor és mások, egészen az 1964-es szabadulásukig.

### Jelenkor
Az 1989-ben bekövetkezett rendszerváltó forradalom idején a városban is megmozdulások voltak. December 22-én a tüntetők elfoglalták a néptanács épületét, de a karhatalom nem lépett közbe. 1990. január 2-án megalakult az RMDSZ élesdi szervezete, Bodoni István elnökletével. Az 1992-es helyhatósági választásokig a várost a Nemzeti Megmentési Front (Frontul Salvării Naționale, FSN) és a Nemzeti Egység Ideiglenes Tanácsa (Consiliul Provizoriu de Uniune Națională, CPUN) vezette, melyben a magyar kisebbség is képviselte magát, Nosz Zoltán személyében.
Az 1992-es és 1996-os helyhatósági választásokat Abrudan Traian nyerte a Demokrata Párt színeiben. A 2000-es, 2004-es és 2008-as választásokon pedig Zeno Țipțer Dănuț győzött, a Nemzeti Liberális Párt tagjaként.
| Pártok a 2008-as választásokon      | Tanácsosok száma |
| ----------------------------------- | ---------------- |
| Nemzeti Liberális Párt              | 9                |
| Demokrata Liberális Párt            | 3                |
| Romániai Magyar Demokrata Szövetség | 3                |
| Szociáldemokrata Párt               | 1                |
| "Pro Europa" Roma Párt              | 1                |

## Címere
A város címere alakját tekintve három részre osztott pajzs, ebből két egyenlő méretű rész a pajzs felső, egy pedig az alsó részét alkotja. Az alapszíne kék. A bal felső részben egy arany színű keresztet helyeztek el, ez a településen megtalálható keresztény vallásokat jelképezi. A jobb felső részben egy ezüst színű vár körvonalait rajzolták, ez a Sólyomkővárat jelképezi, amellyel évszázadokon keresztül a település történelme egybeforrt. A harmadik, alsó, harmadban ezüst színnel a Sebes-Körös folyóvizét szimbolizáló hullámot találunk, amely alatt egy caduceus látható, ez pedig a kereskedelemre utal, ami jelentős szerepet töltött be a település gazdaságában.

## Népesség
Az évszázadok folyamán a település lakóinak számát befolyásolták a háborúk, a járványok (az 1718-as pestis járvány), az éhínségek (a legnagyobb 1773–1774-ben), a tatár-török pusztítások (1241–1242, 1657–1660, 1687–1692), az árvizek (a legnagyobb 1730-ban), az 1744-es sáskajárás. Élesdet 1552-ben hét telekkel írják össze, 1720-ban kilenc családot említ meg az összeírás, az 1779-es népszámlálás során 52 jobbágy és 59 zsellércsalád lakta. A település lakosságáról a 19. századtól kezdődően vannak bővebb adatok.
Élesd lakosságának etnikai összetétele:
| Év   | Összesen | Magyar | Román | Német | Zsidó | Szlovák | Roma | Egyéb |
| ---- | -------- | ------ | ----- | ----- | ----- | ------- | ---- | ----- |
| 1800 | 1 196    |        |       |       |       |         |      |       |
| 1850 | 1 396    |        |       |       |       |         |      |       |
| 1880 | 1 400    | 1267   | 64    | 45    |       | 16      |      | 24    |
| 1900 | 2 003    | 1926   | 32    | 16    |       | 4       |      | 29    |
| 1910 | 2 337    | 2175   | 112   | 36    |       | 13      |      | 14    |
| 1920 | 2 355    | 1827   | 135   | 5     | 352   |         |      | 388   |
| 1930 | 2 424    | 1828   | 273   | 9     | 138   | 34      | 139  | 314   |
| 1941 | 2 353    | 2180   | 84    | 8     | 30    | 51      |      | 81    |
| 1956 | 2 852    |        |       |       |       |         |      |       |
| 1966 | 3 309    | 1736   | 1361  | 3     | 5     | 43      | 158  | 3     |
| 1977 | 6 182    | 2129   | 3335  | 21    | 6     | 206     | 471  | 14    |
| 1992 | 7 609    | 1868   | 4605  | 10    | 6     | 305     | 811  | 4     |
| 2002 | 7 387    | 1566   | 4503  | 9     | 3     | 360     | 938  | 8     |
| 2011 | 7 486    | 1293   | 4179  | 8     | 3     | 418     | 1171 | 414   |

Élesd lakosságának felekezeti összetétele:
| Év   | Népesség | Római katolikus | Református | Ortodox | Evangélikus | Unitárius | Izraelita | Baptista | Pünkösdista | Adventista | Egyéb |
| ---- | -------- | --------------- | ---------- | ------- | ----------- | --------- | --------- | -------- | ----------- | ---------- | ----- |
| 1869 | 1 300    | 298             | 838        | 83      |             |           | 74        |          |             |            | 1     |
| 1880 | 1 400    | 343             | 879        | 73      | 1           | 6         | 94        |          |             |            |       |
| 1900 | 2 003    | 482             | 908        | 100     | 8           | 3         | 213       |          |             |            |       |
| 1910 | 2 337    | 532             | 1094       | 120     | 4           |           | 227       |          |             |            | 2     |
| 1920 | 2 355    | 680             | 1155       | 122     | 25          | 5         | 297       |          |             |            | 1     |
| 1930 | 2 424    | 632             | 1115       | 193     | 13          | 2         | 372       | 13       |             | 17         | 30    |
| 1941 | 2 353    | 722             | 1150       | 90      | 13          | 2         |           | 339      | 4           |            | 5     |
| 1992 | 7 609    | 1500            | 1313       | 4009    | 4           | 22        | 2         | 298      | 326         | 3          | 686   |
| 2002 | 7 387    | 1405            | 1070       | 3729    |             | 6         | 2         | 1073     | 637         | 2          | 1073  |

Amint az adatokból kitűnik, a város lakossága az elmúlt 100 évben majdnem megnégyszereződött. Megváltoztak az etnikai arányok, Élesd elveszítette magyar jellegét, gyorsan növekedett a románok, romák és szlovákok száma, kihalt a zsidó lakosság, megnövekedett az ortodoxok száma, új felekezetek jelentek meg, mint a baptista és a pünkösdista.
A trianoni béke új politikai és társadalmi helyzetet teremtett, de a lakosság számát és az etnikai arányokat főleg a kommunista diktatúra alatt folytatott erőltetett betelepítés és elrománosítás, a magyarság fokozódó elvándorlása változtatta meg. A zsidó lakosság kihalását főleg a holokauszt okozta. A lakosság etnikai arányainak megváltozása törvényszerűen vezetett a felekezeti arányok megváltozásához is.

## Látnivalók
- Batthyány-Bethlen kastély – a barokk kastélyt Gróf Batthyány József császári-királyi kamarás építtette a 19. század elején, 1830 előtt. Nagy Sándor, aki 1883-ban járt a kastélyban, a Biharország című, 1884-ben megjelent könyvében ír a kastély termeiben lévő csarnóházai fekete-márványból és dámosi vörös-márványból készült asztalokról és az itt található dámosi vaskő és a feketepataki kőszén gyűjteményekről. Még a trianoni döntés előtt a kastély lakosai elköltöztek Élesdről, s a kastélyban a járásbíróság rendezkedett be. Az 1920-as évek elején a kastélyt és a hozzá tartozó birtokot Jacob Samuel pestesi pap két fia, János és József, vásárolták meg a Bethlen családtól. Az épület egyik szárnyában ortodoxok tartottak misét, egészem templomuk 1939-es felépítéséig. A kommunizmus első évtizedében a rajoni néptanács épülete volt, majd annak 1968-as megszűnésével a kastélyt lakatosműhelynek rendezték be, ennek következtében állaga igen megromlott. Ezután kórháznak alakították át, és a mai napig ezt a funkciót tölti be. A 2000-es évek közepén az épület külső homlokzatát korhűen felújították, s így manapság régi pompájában látható.

| A koporsó alakú tumba                            |
| A hősök sírja                                    |
| dr. ifj. Alsódombi Kocsiss József 1848-as honvéd |
| Berecky Sándor uradalmi erdész                   |
| Boga József helytörténész és tanár               |
| Dávid József 1848-as honvéd                      |
| Friedmann Jakab 1848-as honvéd                   |
| Kajántó Mária az élesdi árvaház névadója         |
| Klein Dezső kereskedő                            |
| Kovácsy Celin Liszt Ferenc tanítványa            |
| Krecsmer Miklós 1956-os mártír                   |
| Nagy Imre tanító, presbiter, iskolaszervező      |
| A Poynár család síremléke                        |
| Richter Károly földbirtokos                      |
| Szementhy Géza teológus                          |
| Tolnay Tank László színművész                    |
| Vajda Béla református esperes                    |
| Wesselényi János sómázsamester                   |

- A temető – a település lakosai mintegy 300 éve temetkeznek ide, a város északi részén lévő lejtős domboldalra. A római katolikus és a református felekezetek számára jól elkülönített parcellákból áll. A zsidó temető pedig ezektől mintegy 500 méterre északkeleti irányban található. A más felekezethez tartozó halottakat vagy a katolikus vagy pedig a református parcellákban helyezték el. A temető alapításának körülményei nem ismertek, csupán feltételezés, hogy azért választották ezt a helyet, mert már itt állott egy régi sír, a koporsó alakú tumba. Ezt tekintik a temető legrégebbi sírkövének. A koporsó alakú tumba öt kőlapon nyugszik, észak-dél irányú fekvése van, évszám vagy írás nincs rajta, csupán a déli és északi oldalán van egy halálfej és egy, az egész koporsót lezáró pántos kereszt. A kőlapokat vasszeggel rögzítették. A tumbát a behantolt tér fölé helyezték, s nyilván bizonyos idővel a temetés után készülhetett.
- Puszta templom – A Körös bal partján emelkedett terméskőből épült templom, mely az áttelepülés után még közel egy századig állt roskadozó fedelével, széthulló köveivel. Az átköltözéskor a templomból elhozták a Szűzanya képét viselő harangot. Az épület teljesen elpusztult, maradványait még nem tárták fel.
- Református templom – a mostani templom helyén korábban két templom is állott. Az elsőt a Körös jobb partjára történő áttelepülés után építették. A másodikat 1792-ben adták át, az 1840-es földrengésben megrongálódott, de kijavították, végül 1853-ban beszakadt. A harmadik, a mostani templom 1906. november 25-ére készült el. Tornyában három harang található. A főbejáratával szemben található lelkészlakot 1859-ben építették.
- Római katolikus templom – gróf Bethlen Aladár adományából épült neoromán stílusban. 1914. június 7-én a Szeplőtelenül fogantatott Szűzanya tiszteletére szentelte fel gróf Széchényi Miklós váradi megyés püspök. Oltárképét Bethlen Anna grófkisasszony festette az élesdi Gönczi Ilonáról. Egyetlen tornyában két harang található.

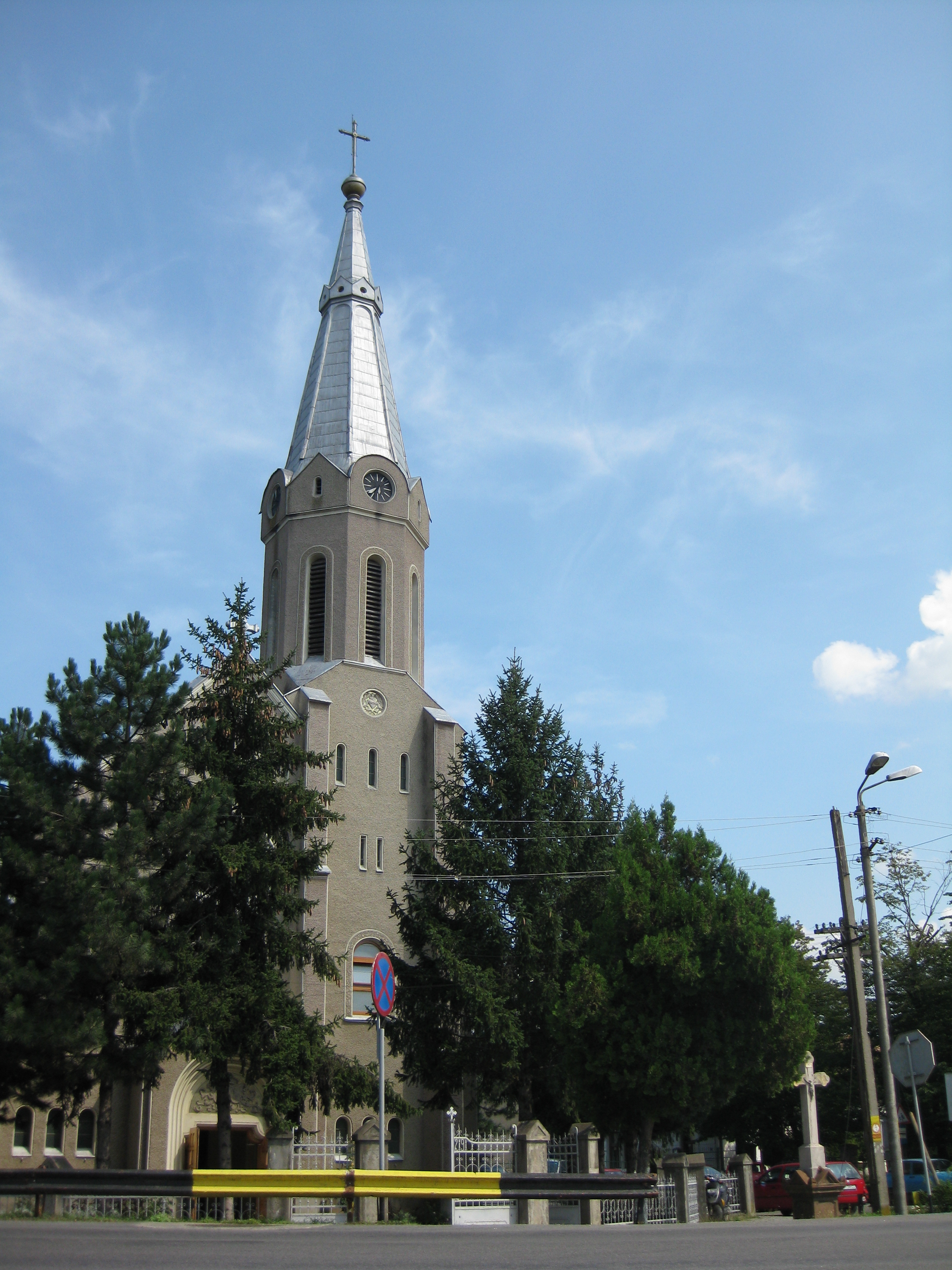
Római katolikus templom

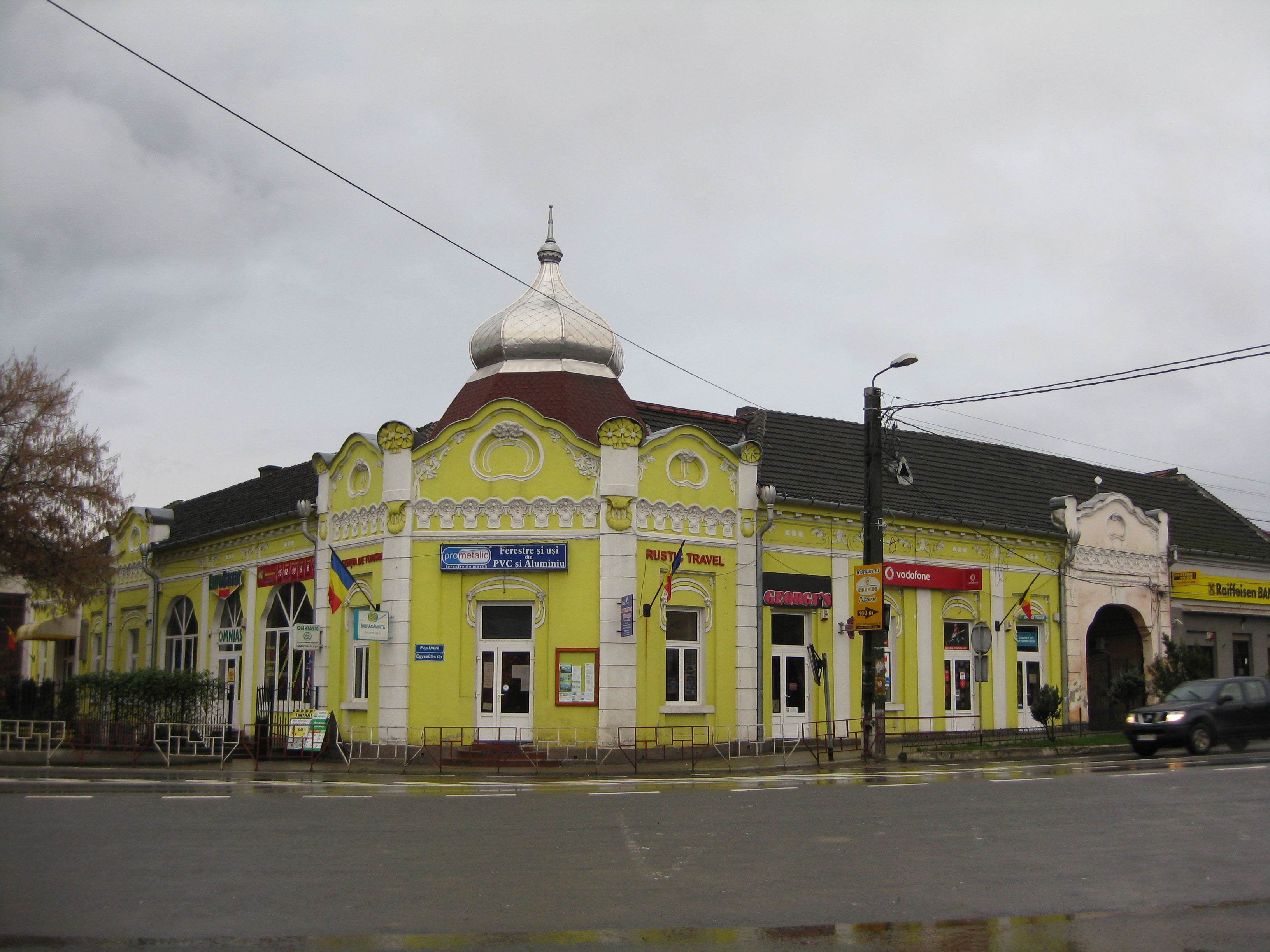
A régi Erzsébet-szálloda épülete

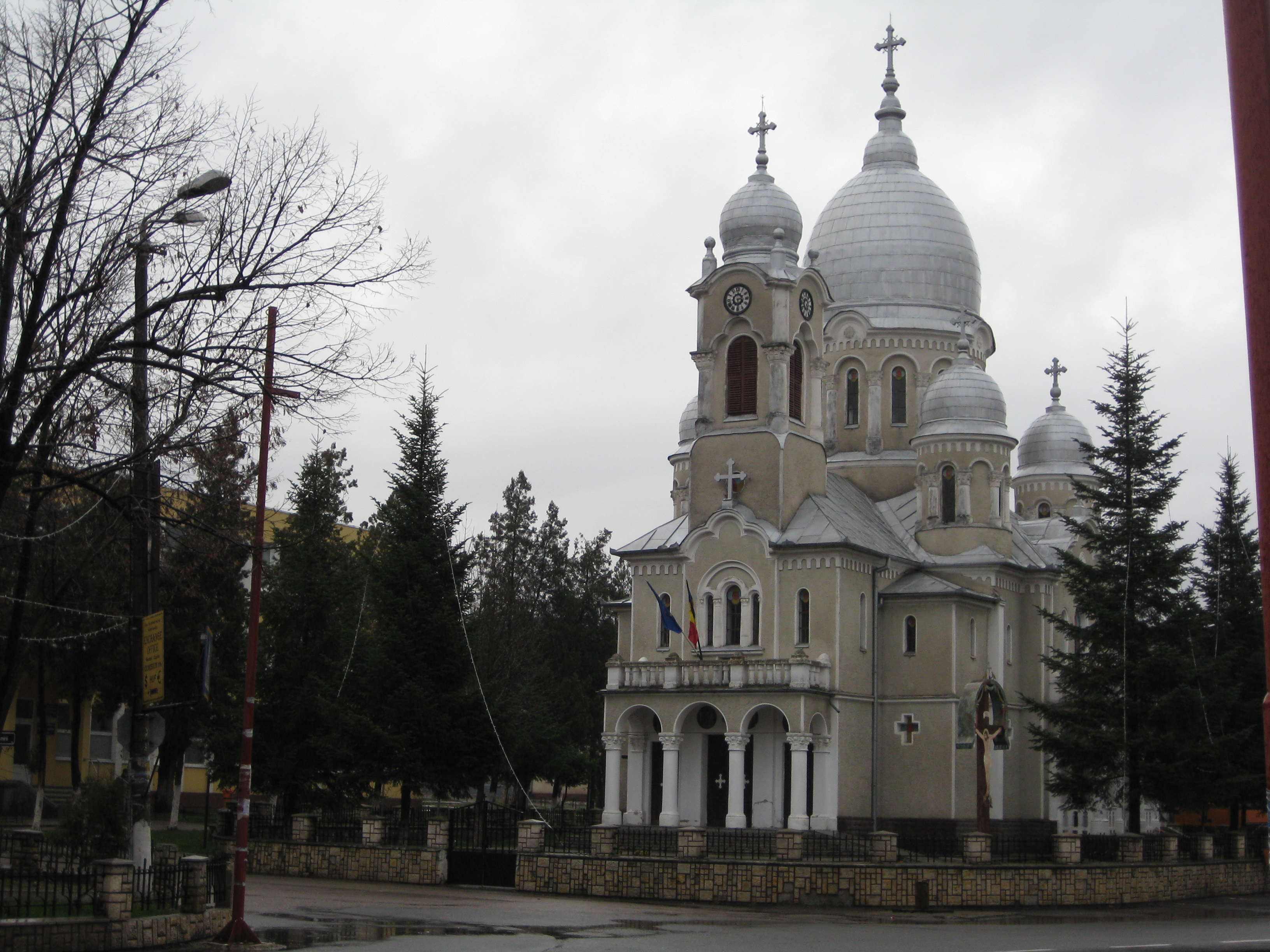
Ortodox templom

- Piéta szobor – a katolikus templom kertjében. Az 1995-től megrendezett képzőművészeti nyári tábor alkotói készítették és adományozták a városnak.
- Ortodox templom – 1939-ben a román katonaság építette neobizánci stílusban.
- A baptista imaház, a pünkösdista templom valamint a görögkatolikus templom az 1989-es rendszerváltást követően épültek.
- A református iskola épülete – első írásos feljegyzése 1864. január 28-ából való. A mai épületet 1886-ban építették. 1903-ban államosították és egyesítették a községi leányiskolával. A rendszerváltást követően a református egyház visszakapta az épületeket.
- A római katolikus iskola épülete – első írásos említése 1812-ből származik. 1861-ben felújították, majd 1871-ben kibővítették. 1941 és 1947 között az Angolkisasszonyok szerzetes tanítórendje veszi át az iskola irányítását. Majd egy évig a váradi Szent Vincés szerzetesnővérek vezetik. 1948. június 26-án államosítják. A rendszerváltást követően a katolikus egyház visszakapta az épületeket.
- Alexandru Roman középiskola – 1974-ben hozták létre Építőanyagipari iskolaként, mely intézmény 1976-ban költözött mai épületébe.
- Az Általános iskola központi épülete – az oktatás ebben az épületben 1968-ban indult meg.
- Jakabfi-ház – ez az épület lett a kommunizmus idején a rajoni pártbizottság székhelye, majd Polgármesteri hivatal.
- Erzsébet szálló – manapság különböző kereskedelmi egységek működnek benne.
- Kultúrház – 1963-ban adták át. 1998-tól egy kereskedelmi társaság bérli.
- Az 1904-es események emlékműve – a város főterén.
- Létai-ház – A Létai család tulajdonában lévő épületet a család eladta. A város kórháznak rendezte be. A rendszerváltást követően az épületet felújították és pénzügyi igazgatóságot alakítottak ki benne.
- Terebesi-Kovács ház – jelenleg a könyvtár, a takarékpénztár és a posta közös épülete.

## Közlekedés
A Nagyvárad–Kolozsvár-vasútvonalon az első vonat 1870. szeptember 7-én haladt át Élesden Kolozsvár irányába. A mai kis-állomás épült meg először, ahol az első személyvonat 1907. július 15-én este 17 órakor állott meg. Maga a kis-állomás a településtől három kilométerre délre található, a Körös bal partján, ide sokáig fiáker szállította az utasokat. Az állomás felé vezető út áthalad a Körösön, melyen először fa, vas majd betonhíd vezetett át. A város főpályaudvarát Keszteg községen alakították ki, Élesdtől hét kilométerre.
A városon halad át az E60-as nemzetközi főút 2950 méteres szakasza. Ezen kívül további 24 kilométer közút van a településen, amiből 22 kilométer aszfaltozott.
Élesden két autóbusz-állomás található. A legközelebbi nemzetközi repülőtér a nagyváradi.

## Oktatás
1948. június 26-áig az oktatás egyházi iskolákban folyt. Ekkor történt meg az államosítás. 1948-tól az egykori református iskola épületében román míg a katolikuséban magyar nyelven oktattak. 1959-ben egyesítették a magyar és román iskolákat. 1968-ban beköltöztek a mai Általános iskola patakparti épületébe. A rendszerváltást követően az egyházak visszakapták egykori ingatlanjaikat. Az élesdi Építőanyagipari középiskolát 1974-ben hívták életre. 1976-ban költöztették át mai épületébe.
Jelenleg a városban négy óvoda, egy elemi iskola és egy középiskola működik.

## Egészségügy
A 19. század végén Járási Orvosi Hivatal működött a városban. 1912-ben a Richter-birtokon felépítették a tüdőszanatóriumot, amely ma is működik. 1965-ben adták át a Poliklinika épületét, a volt községháza épületének a helyén, a város központjában. A kommunizmus idején, az 1970-es években a Batthyány-Bethlen kastélyt alakították át városi kórházzá. A Lédere-házban pedig gyerekkórházat hoztak létre, ezt a rendszerváltást követően felszámolták.
Jelenleg a következő egészségügyi intézmények működnek a településen: Városi kórház (sebészeti, belgyógyászati, nőgyógyászati és gyerekgyógyászati osztályokkal), Poliklinika, négy gyógyszertár és számos orvosi magánrendelő.

## Gazdaság
Jelentős mezőgazdasági vidék központja. A vidék leggyakoribb termesztett növényei évszázadokon keresztül a: búza, árpa, kukorica, zab, burgonya (Bihar vármegyében az élesdi kamara birtokán termesztették először a 18. század közepén). Ezeken kívül a zöldségfélék, gyümölcs és szőlőtermesztés is fontos szerepet játszik. Tenyésztett állatok főleg a sertés, szárnyasok, szarvasmarha és ló.
Az ipar és kereskedelem fejlődését nagyban elősegítette a település kedvező földrajzi helyzete. A város környékén két nagy jelentőséggel bíró gyár található. Az egyik az esküllői hőálló téglagyár. Ezt 1886-ban Léderer Márton létesítette. Az államosítás előtti neve Hephaistos. Az államosítást követően óriási beruházással mamutvállalattá fejlesztették, termékeivel teljes mértékben fedezte az ország hőállótégla szükségleteit. 1989-után magánosították, de sokáig jelentős gondokkal küszködött, és csőd szélén állt. Ettől mintegy öt kilométerre nyugatra található a másik nagyvállalat, az 1973-ban átadott cementkombinát. 1989-után részvénytársasággá alakították a gyárat, a többségi részvénytulajdonos először a francia Lafarge cég volt, majd a svájci Holcim tulajdonába került. Ezen kívül jelentős a fakitermelő és feldolgozó valamint a szolgatátóipara. Földrajzi elhelyezkedésének köszönhetően fontos kereskedelmi központ.
Azt követően, hogy 1998-ban a várost és annak környékét gazdaságilag hátrányos helyzetűnek ítélték, és ezzel jelentősen csökkent a vállalkozások adózási kötelezettsége, számos kis és közepes vállalkozás jelent meg, főleg a könnyűipar területén. 1998 és 2002 között több mint 1500 új munkahely jött létre.
A városban manapság működő számos pénzintézet közül a legrégebbi a Takarék és Letéti Pénztár (C.E.C.). Ennek előde az 1889-ben megalakult élesdi Takarékpénztár Rt.
Minden évben augusztus végén és szeptember elején tartják az élesdi nagyvásárt, Aleșdana néven, a Sebes-Körös bal partján kialakított füves területen.

## Sport
Az Élesdi Sport Klub 1921-ben alakult. Rövidítése É.S.C. volt, zászlaja fekete-fehér. Labdarúgócsapata sokáig a kerületi bajnokságban indult. A kommunizmus első éveiben neve A.S. Stăruința volt. Jelenleg A.S. Crișul néven a negyedik osztályban szerepel.
A labdarúgáson kívül a 70-es években a röplabda volt még népszerű. Jelenleg a kézilabda, a kosárlabda és az atlétika számít jelentősebb sportágnak a településen.
A város rendelkezik egy fedett sportcsarnokkal és egy füves labdarúgópályával.

## Híres emberek
A városhoz kapcsolódó híres emberek:
- Létai András (Élesd, 1884. – 1978.): építész, repülőgép-építő.
- Létai Sándor (Élesd, 1885. október 19. – Budapest, 1942. április 27.): építész, repülőgép-építő.
- Létai Lajos (Élesd, 1886 – 1967): építész, repülőgép-építő.
- Bondor József (Élesd, 1917. január 9. – Budapest, 1981. július 5.): politikus, Építésügyi és városfejlesztési miniszter Magyarországon.
- Kulcsár Tibor (Élesd, 1945. december 29. – Kolozsvár, 1988. február 27.): pszichológus.
- Rodica Stanca-Pamfil (Élesd, 1934. október 15. – 2005. július ?.): szobrász.
- Láng Boldizsár (Miskolc, 1822. november 15. – Élesd, 1890. február 9.): színész.
- Dászkál István (Székudvar, 1919. április 25. – Élesd, 2003. június 8.): ordinárius, apostoli protonotárius, a székeskáptalan nagyprépostja és a nagyváradi római katolikus székesegyház kanonokja.
- Papp Lajos (Élesd, 1899. augusztus 15. – Debrecen, 1959. január 27.): költő, drámaíró, a nagyváradi Szigligeti Társaság titkára.
- Radnóti Miklós itt töltötte második munkaszolgálatának egy részét, 1942. szeptember 28-a és november 14-e között Élesden telefonpóznákat állított. Itt írta az Októbervégi hexameterek című versét.
- Dezső Ilona Anna (Élesd, 1961. november 24. –) magyar író, költő, festőművészr.
- Szilágyi Piroska Zsuzsanna (Élesd, 1945. február 28. – Dunaharaszti, 2012. december 7., elismert festőművész

## Testvérvárosok
- Kaba, Magyarország (1990 óta)[37]

## Képgaléria

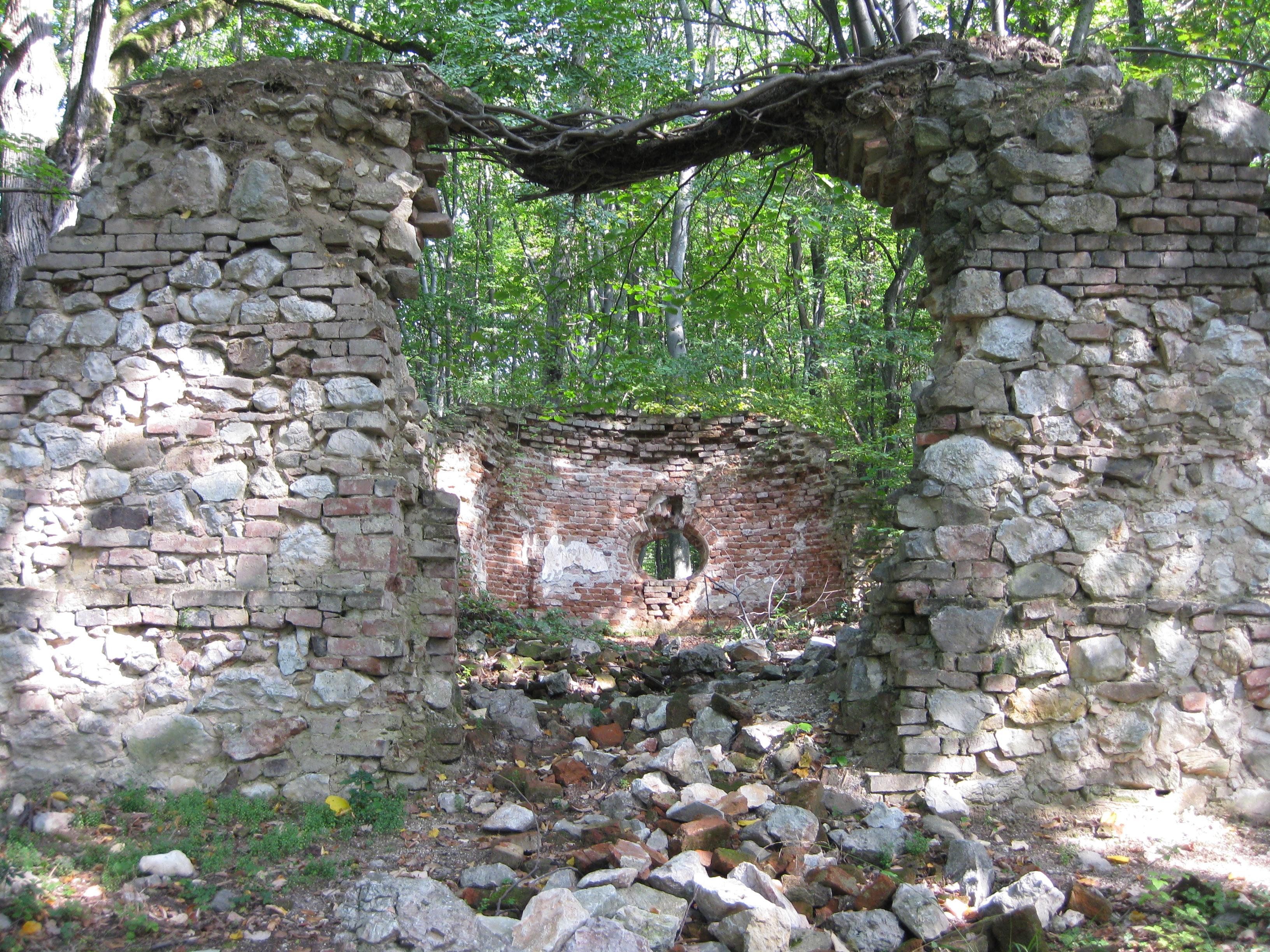
Lázár Annának és két...
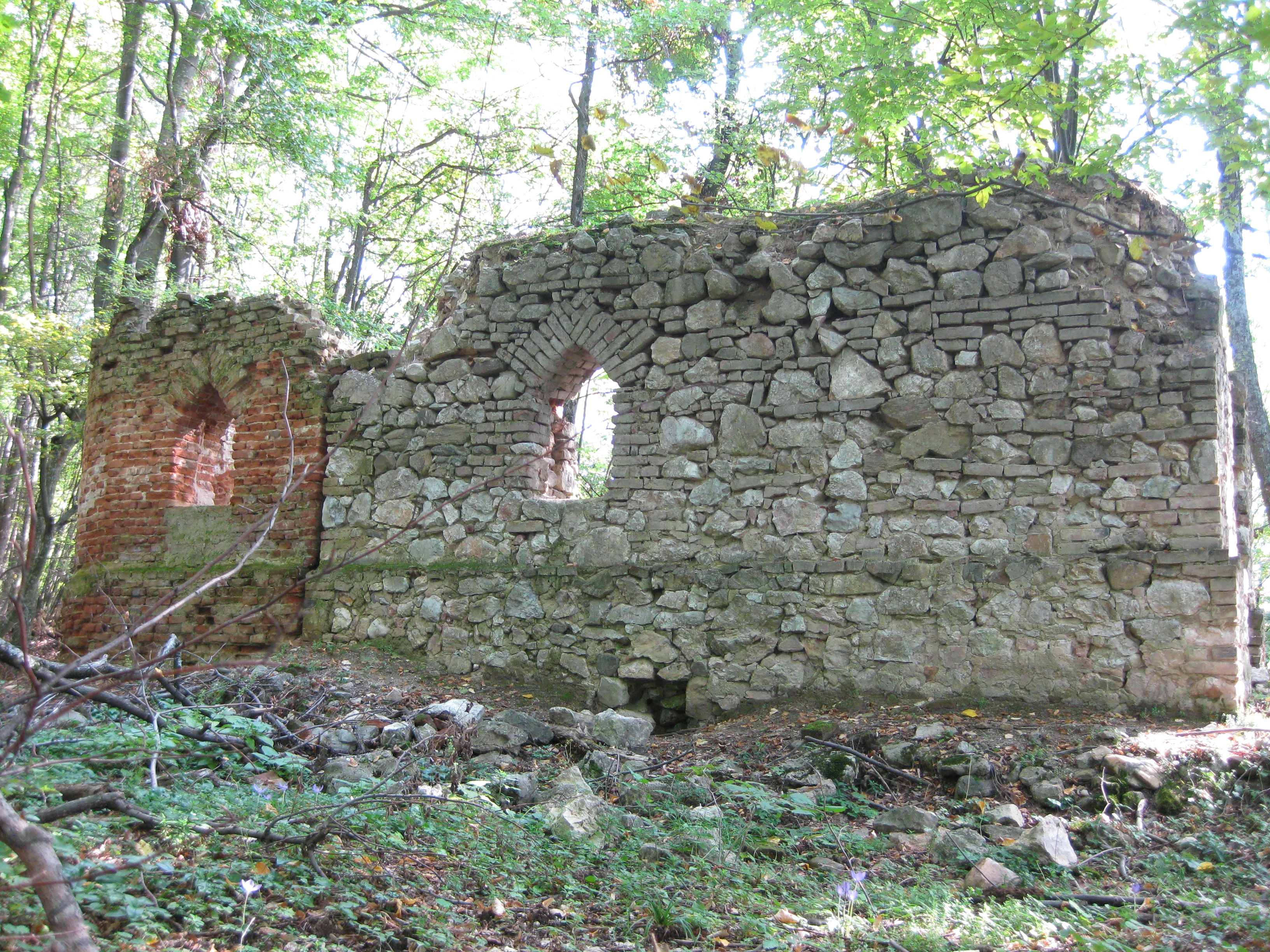
...fiúgyermekének a kápolnája
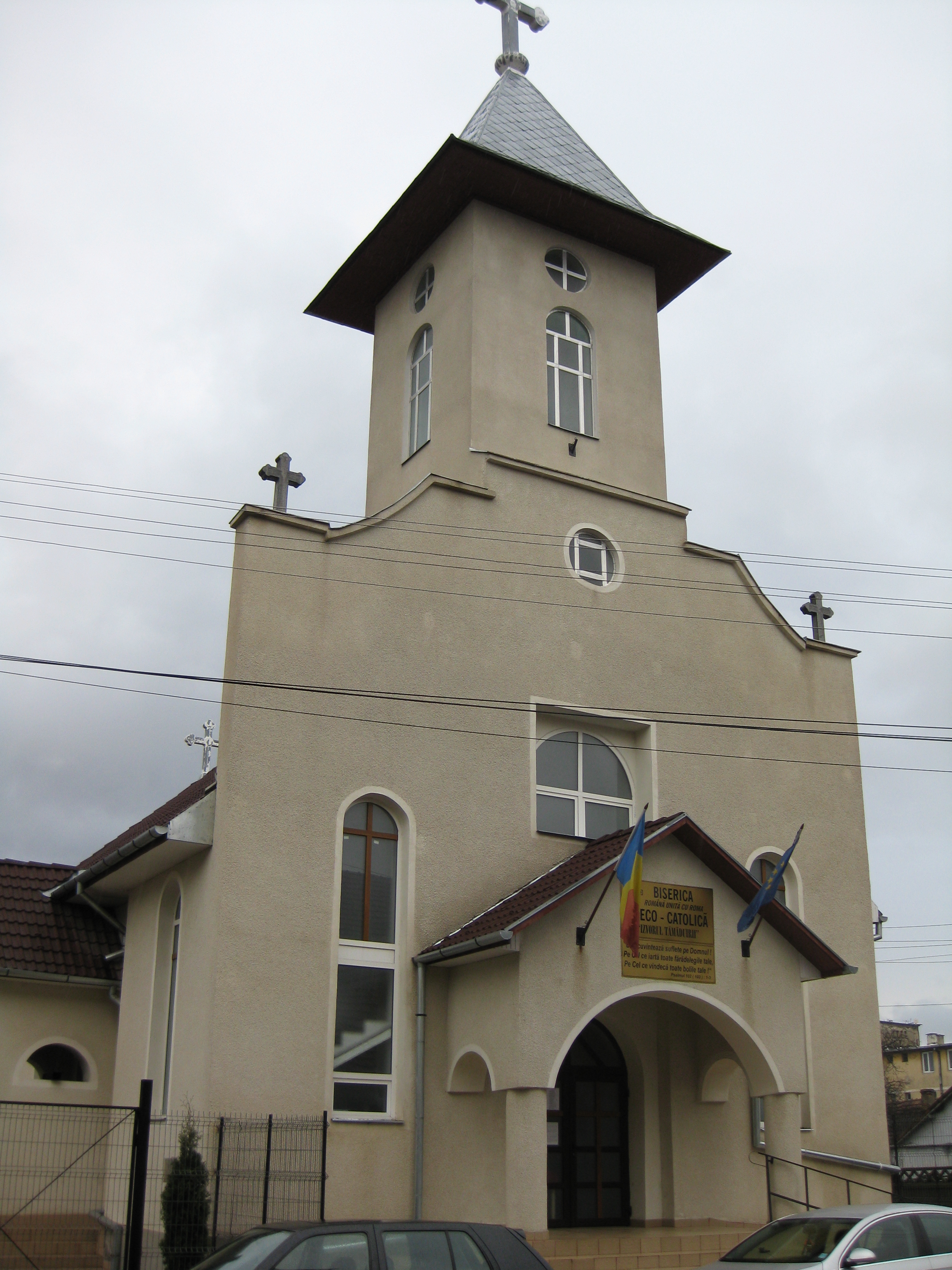
Görögkatolikus templom
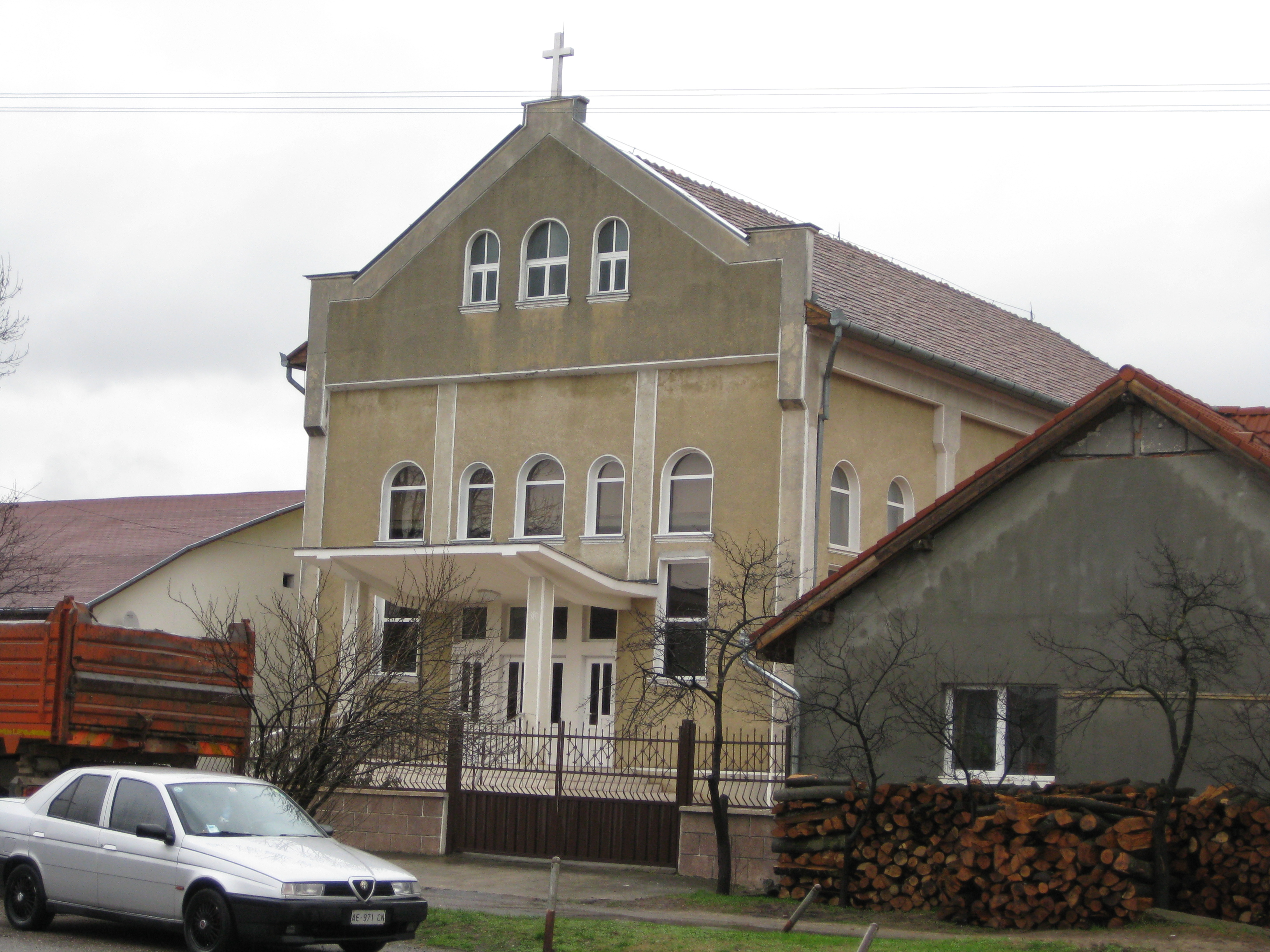
Baptista imaház
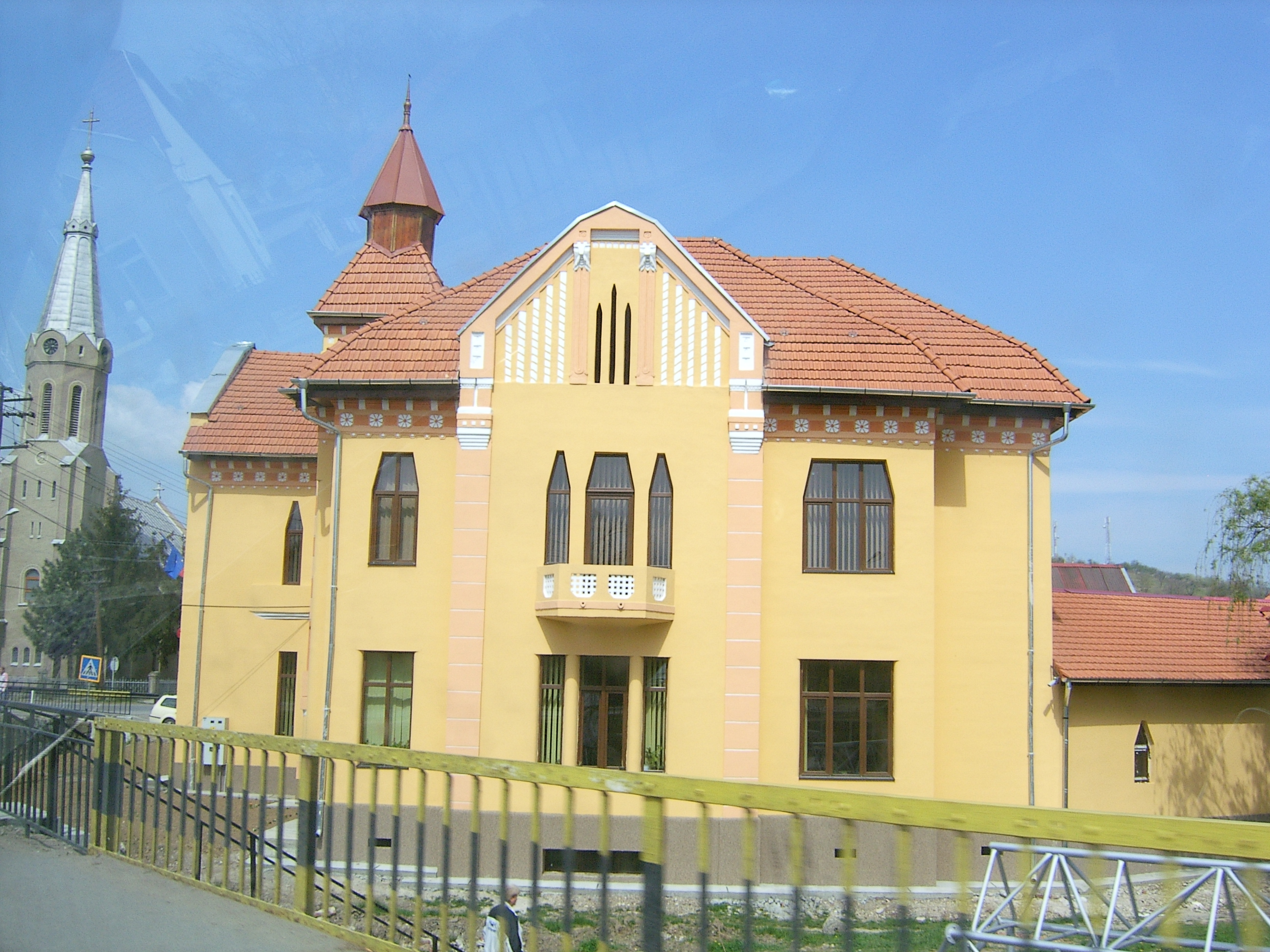
Létai-ház
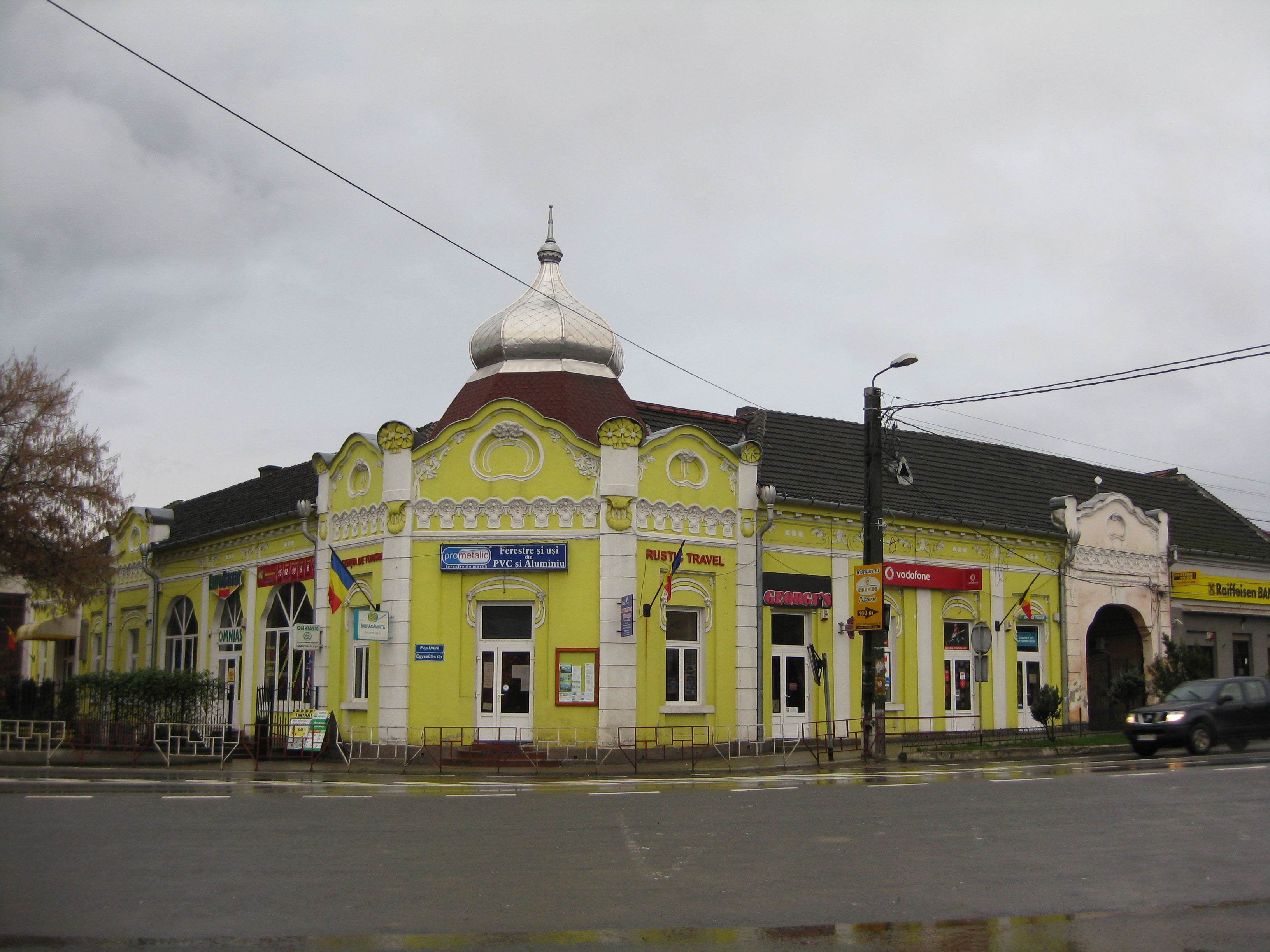
A régi Erzsébet-szálloda épülete